# SMS Zara
Az SMS Zara az Osztrák–Magyar Monarchia Zara-osztályú torpedóhajója (őrhajója) volt az első világháborúban. A testvérhajója az SMS Spalato, az SMS Sebenico és az SMS Lussin volt.

## Pályafutása
1877. december 12-én I. Ferenc József császár jóváhagyta a nevét. 1878. augusztus 1-jén megtörtént a gerincfektetés. Ez volt az első Bessemer-acélból épített osztrák hajó. 1879. november 13-án vízre bocsátották. Az acélból való építési módszer bevált. 1880 januárjában beépítették a főgépeit. 1882. július 17-én szolgálatba állították, és újabb kísérleti utakat hajtott végre. Szeptember 16-án Póla előtt gyakorlatozott öt torpedónaszáddal a császár jelenlétében. A főgépek teljesítmény jóval alatta maradt az elvárásoknak. Ezután a Velebich torpedókiképző hajó mellé osztották be kisegítőnek. 1883-ban az elégtelen kilátás miatt megmagasították a vezérlőtornyát. 1884. február 16-án rendeletileg a Torpedó Iskola kiszolgáló hajója lett. 1885-ben eltávolították az addig a fedélzetére beszerelt háromcsövű torpedóvető berendezést. 1886–1887 között átalakították. Megváltoztatták belső kialakítását, 4 db 4,7 cm-es gyorstüzelő löveget építettek be az orrfedélzetére, 1 db 4,7 cm-es gyorstüzelőt pedig a felépítmény fedélzetre. Emellett a felépítmény- és a tatfedélzetre kapott még 4 db 4,7 cm/L33-as gyorstüzelő löveget. Az első fedélközben beépítettek 2 db oldal torpedóvető csövet. Ellátták 2 db 40 cm-es fényszóróval. Átalakították a teljes gépi- és kazánberendezését.
1893-tól az Alpha torpedó iskolahajó tengeri kiképzőhajójaként szolgált. 1894. március 3-án Porer előtt segítséget nyújtott az összeütközött Orion és az Electra Lloyd gőzösnek. Mindkét hajó felült a partra. Az Orion a leszabadítása után Triesztbe ment, míg az Electrát dokkolásra bevontatták Pólába. Április 1-jén a Póla közelében lévő Feneránál zátonyra futott angol Palmyra Cunard gőzösnek nyújtott segítséget.1906 júliusában megkezdődött az átépítése a haditengerész-tiszti növendékek kiképzőhajójává. A 38. bordától hátra a tatfedélzetre egy felépítménnyel építettek. A gigg és a jollboot számára csónakdarukat kapott, továbbá szellőzőkkel, Sellner-féle jelzőberendezéssel, korlátokkal, világítótestekkel, lejáratokkal látták el. A hátsó fedélzet korábbi fényszóróit 6 cm átmérőjűekkel cserélték le. Két új 4,7 cm-es gyorstüzelő löveget szereltek fel, és egy torpedóvető csövet a tatra. Amellett, hogy továbbra is a Torpedó Iskola kiképzőhajója maradt, gyakorló utakat tett az 1. évfolyamos tiszti növendékekkel a dalmát partok mentén. 1908-ban torpedóvetési gyakorlatokat és kiképző utakat hajtott végre. Június–augusztus között az 1. évfolyamos növendékekkel cirkált a hazai partok előtt.
1914. május 21.–július 29. között a tisztjelöltekkel hajózott. Július 30-án áthelyezték a Cattarói-öbölbe, ahol Gjenovicnál teljesített szolgálatot, mint őrhajó.
1917. február 26-án Meduában az egyik motorcsónakja elsüllyedt, két ember meghalt. Ezután elrendelték, hogy Pólában teljesítsen helyi védelmi szolgálatot. Májóla felé. Útközben 12:55-kor Ragusa (Dubrovnik) előtt, Lacromától 1 mérföldre délre erős robbanás történt a hajóorrnál. Saját erőből befutott Ragusa kikötőjébe, ahol az orrát kifuttatta a partra. A robbanásban három ember megsebesült. Június 26-án Polába érkezett. A vizsgálat kimutatta, hogy ez egyik vetőcsőben lévő torpedó robbant fel, de szerencsére nem indította be a másikat. A torpedó maga nagyon régi, 15 éves volt, és a robbanást a robbanótöltet anyagának vegyi átalakulása okozta. Júliusban kijavították. Megváltoztatták fegyverzetét, ettől kezdve a tisztjelöltek kiképzőhajójaként szolgált.
1920-ban Olaszország kapta meg lebontásra.